# James Shields (Politiker, 1806)

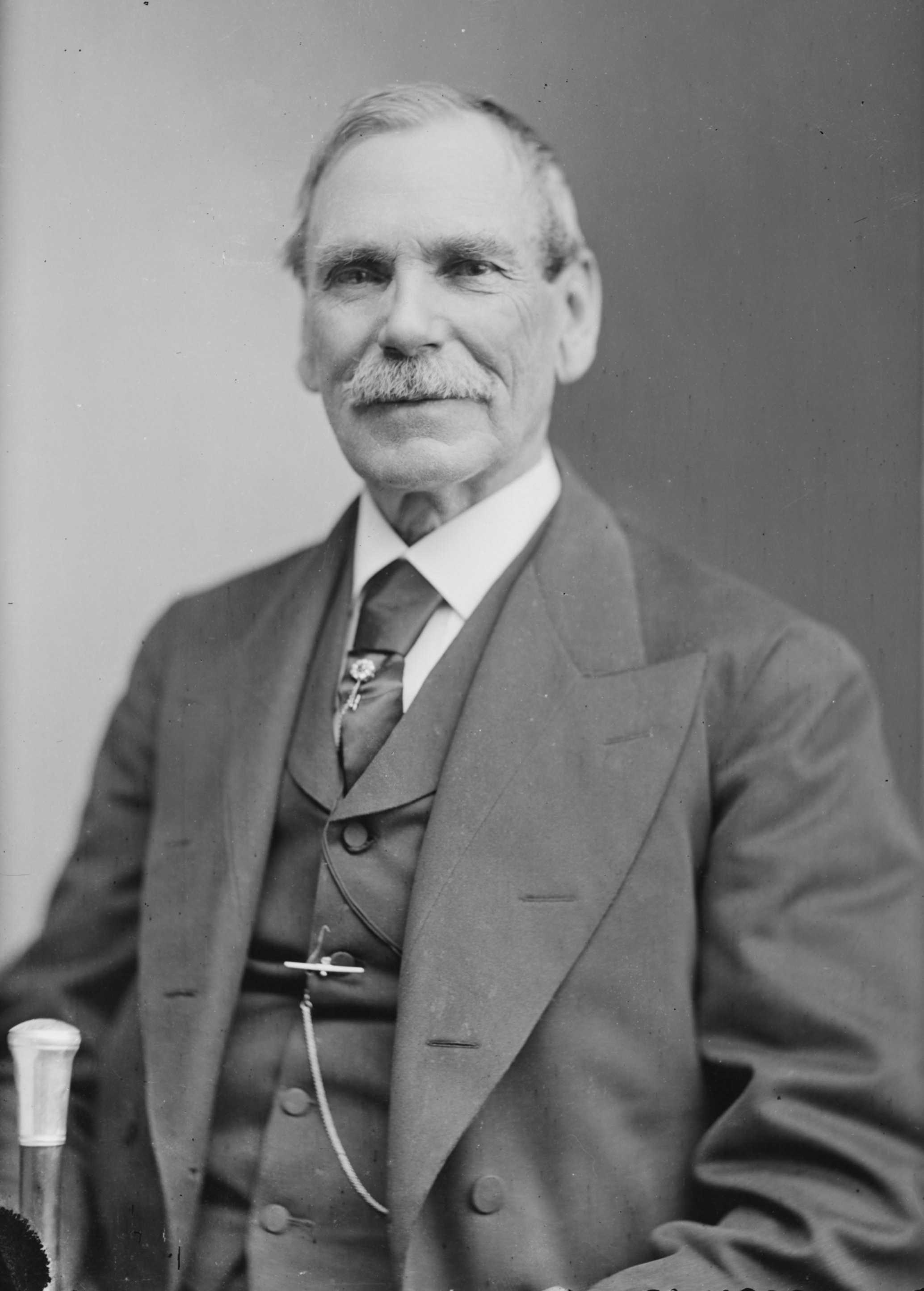
James Shields

James Shields (* 10. Mai 1806 (nach anderen Quellen 10. Mai 1810) in Altmore, County Tyrone, Irland; † 1. Juni 1879 in Ottumwa, Iowa) war ein US-amerikanischer Politiker irischer Herkunft. Shields ist bislang der einzige Mensch, der drei Bundesstaaten im Senat der Vereinigten Staaten vertrat, nämlich Illinois, Minnesota und Missouri.

## Leben

### Frühes Leben
Shields selbst wurde in einfachen Verhältnissen in Irland geboren, genoss seine Schulbildung in Privatschulen und emigrierte 1826 oder 1827 in die Vereinigten Staaten, wo er in Illinois Rechtswissenschaften studierte. 1832 wurde Shields in die Anwaltskammer aufgenommen und eröffnete daraufhin in Kaskaskia (Illinois) eine Anwaltskanzlei. James Shields, der ebenfalls aus Irland stammte und von 1829 bis 1831 als Abgeordneter des Staates Ohio im Repräsentantenhaus der USA saß, war vermutlich sein Onkel.

### Illinois, Duell mit Lincoln, Mexikanischer Krieg
Shields’ politische Karriere, die er als Parteimitglied der Demokratischen Partei vollzog, begann im Jahr 1836, als er ins Abgeordnetenhaus von Illinois gewählt wurde. 1839 wurde er als Auditor (heute: Comptroller) an den Rechnungshof des Staates berufen, was ihm von Seiten der Whigs viel Kritik einbrachte. Erst am 21. Oktober 1840 wurde er eingebürgert.
1842 erschienen unter den Pseudonymen Aunt Becca und Rebecca einige anonyme Artikel in einer Springfielder Zeitung, die sich über Shields lustig machten. Shields verlangte vom Herausgeber die Preisgabe des Autors, um Satisfaktion zu verlangen. Die Artikel waren von Mary Todd und einer Freundin geschrieben worden. Todd war mit dem jungen Anwalt und Whig-Politiker Abraham Lincoln verlobt (und heiratete ihn später), der die Verantwortung für die Artikel übernahm. Da Duelle in Illinois verboten waren, im benachbarten Missouri aber nicht, vereinbarte man ein Treffen auf einer kleinen Insel im Mississippi, die zu Missouri gehörte. Lincoln als Herausgeforderter wählte ein Korbschwert als Waffe, da Shields als hervorragender Fechter galt und diese Waffe dem deutlich größeren Lincoln mit seinen langen Armen Vorteile versprach. Vor dem eigentlichen Beginn des Duells konnten die Sekundanten die Duellanten überreden, auf den Kampf zu verzichten, da Lincoln die Artikel nicht geschrieben hatte. Nach dem nicht geführten Duell waren die Kontrahenten lebenslange Freunde.
1843 wurde Shields an den Obersten Gerichtshof von Illinois berufen, von 1845 bis 1847 war er Kommissar im General Land Office, das dafür zuständig war, die öffentlichen Ländereien des amerikanischen Westens zu vermessen, in Katastern zu erfassen und gemäß dem Preemption Act, dem Vorläufer des Homestead Act, zu verkaufen. Nach Ausbruch des Mexikanisch-Amerikanischen Krieges diente er ab 1846 als Brigadegeneral unter Zachary Taylor, John E. Wool und Winfield Scott. Er nahm an mehreren Schlachten teil und wurde zweimal schwer verwundet. 1847 erhielt er für seine Verdienste den Brevet-Rang eines Generalmajors. Nach dem Ende des Krieges verließ er 1848 die Armee.

### Senator für drei Staaten
Als Dank und Anerkennung für seine Verdienste ernannte ihn US-Präsident James K. Polk 1848 zum Gouverneur des Oregon-Territoriums. Shields lehnte die Ernennung ab, da er für den zur Wahl stehenden Senatssitz von Illinois kandidierte. Obwohl der demokratische Senator Sidney Breese 1849 für eine Wiederwahl kandidierte, wurde Shields aufgrund seines militärischen Ruhms von der Illinois General Assembly zum Senator für Illinois gewählt. Verärgerte Unterstützer von Breese beantragten, Shields’ Wahl für ungültig zu erklären. Nach der Verfassung müssen Senatoren seit mindestens neun Jahren Bürger der USA sein. Es war umstritten, ob diese Bedingung schon bei der Wahl oder erst mit Beginn der eigentlichen Tätigkeit als Senator erfüllt sein musste. Zu Beginn der ersten Tagungsperiode des neuen Kongresses im Dezember 1849 hätte Shields die Bedingung erfüllt. Eine Koalition von Whigs und verärgerten Demokraten entschied, dass Shields’ Wahl annulliert werden solle. Die Whigs erhofften sich dadurch, dass der Sitz vakant bleiben würde, da das Parlament von Illinois damals nur alle zwei Jahre tagte. Der Gouverneur berief aber im Herbst eine Sondersitzung ein, bei der Shields erneut gewählt wurde, so dass er seinen Sitz rechtzeitig einnehmen konnte.
Shields saß sechs Jahre für Illinois im Senat. Im Gegensatz zu seiner Partei war er ein entschiedener Gegner der Sklaverei. 1855 stellte er sich zur Wiederwahl, erhielt aber schon im ersten Wahlgang weniger Stimmen als Abraham Lincoln, der Kandidat der neu gegründeten Republikaner. Nachdem dieser keine absolute Mehrheit bekam, wählte das Parlament den Demokraten Lyman Trumbull zu Shields’ Nachfolger.
1855 zog Shields nach Minnesota, wo er maßgeblich an der Eingliederung von Minnesota in die Union im Jahr 1858 beteiligt war. Nach der Aufnahme von Minnesota in die Union wurde er gemeinsam mit Henry M. Rice, der das Minnesota-Territorium im Repräsentantenhaus vertreten hatte, 1858 für einen der beiden ersten Senatorenposten des Staates gewählt. Bei der Auslosung der Senatsklassen zog Shields das Los für die kürzere Amtszeit und saß vom 11. Mai 1858 bis zum 3. März 1859 für Minnesota im Senat. 1859 stellte er sich der Wiederwahl, wurde aber von dem Republikaner Morton S. Wilkinson besiegt.
Shields ließ sich danach in Kalifornien nieder, wo er 1861 heiratete. Nach Ausbruch des Sezessionskrieges meldete er sich erneut freiwillig und diente bis 1863 als Brigadegeneral in der Potomac-Armee der Nordstaaten. Am 22. März 1862 wurde Shields am Vortag der Schlacht bei Kernstown durch einen Granatsplitter verwundet und erlitt einen Armbruch, konnte seinen Dienst jedoch am 30. April wieder antreten. Shields war bis an sein Lebensende stolz darauf, der einzige Unionsgeneral zu sein, der den Südstaatengeneral „Stonewall“ Jackson in einer offenen Feldschlacht geschlagen hatte. Wegen Shields’ Verwundung war die Führung seiner Brigade allerdings an Oberst Nathan Kimball übergegangen, der möglicherweise einen größeren Anteil an diesem Sieg hatte. Shields nahm am 28. März 1863 seinen Abschied, unter anderem wegen Differenzen mit Edwin M. Stanton, dem Kriegsminister.
In den kommenden Jahren führte Shields eine Art Nomadendasein. 1863 zog er für knapp drei Jahre nach Mexiko, wo er die Leitung von Minen übernahm. 1866 zog es ihn zurück in die Staaten, wo er kurzzeitig in Wisconsin und später nach Missouri zog, wo er im selben Jahr in die Abgeordnetenkammer des Staats gewählt wurde. Zusätzlich arbeitete er für die Eisenbahn. Nach dem Tod von US-Senator Lewis V. Bogy im September 1878, dem David H. Armstrong für die Zeit bis zur Wahl folgte, wurde Shields am 27. Januar 1879 zum US-Senator von Missouri gewählt. Es sollte seine kürzeste Amtszeit als Senator werden, da er nach knapp fünf Wochen, am 3. März 1879, freiwillig aus dem Amt schied.
James Shields starb drei Monate später am 1. Juni 1879. Er wurde in Carrollton (Missouri) beigesetzt.